# حکم اعدام (فیلم ۱۹۹۷)
حکم اعدام (به هندی: Mrityudand) فیلمی محصول سال ۱۹۹۷ و به کارگردانی پراکاش جها است. در این فیلم بازیگرانی همچون مادهوری دیکشیت، شبانه اعظمی، ایوب خان، موهان آگاشه، اوم پوری، موهان جوشی، شلیپا شیرودکار ایفای نقش کرده‌اند.